# Ophioplinthus tessellata
Ophioplinthus tessellata är en ormstjärneart som först beskrevs av Addison Emery Verrill 1894.  Ophioplinthus tessellata ingår i släktet Ophioplinthus och familjen fransormstjärnor. Inga underarter finns listade i Catalogue of Life.